# 浅尾長慶
浅尾 長慶（あさお ながよし、安政6年3月14日（1859年4月16日） - 大正15年（1926年）7月17日）は、衆議院議員、山梨県の名望家。
山梨英和女学校の設立者の1人。甲府教会の教会員。

## 経歴
甲斐国山梨郡中小河原村（山梨県西山梨郡住吉村を経て現甲府市中小河原町）に父「長右衛門（長栄）」、母「世以」の長男として生まれる。明治11年（1878年）に同志とともに甲府緑町に英学義塾を開設し英学の普及を図った。明治15年（1882年）には野口英夫、三枝七内らとともに立憲保守党を結成し山梨県内の民権派に対抗した。明治18年（1885年）12月から明治25年（1892年）まで山梨県会議員を務めた後、明治25年（1892年）2月の第2回衆議院議員総選挙に山梨県第一区（甲府市、西山梨郡、中巨摩郡、北巨摩郡）から立候補し衆議院議員に当選。大正5年（1916年）9月には住吉村外二ヶ村組合長を務めている。
明治14年（1889年）6月1日　山梨英和女学校を開校させた。

## 親族
- 六男：浅尾新甫（日本郵船社長、妻の広江は樋口秀雄の長女）
- 孫：浅尾新一郎（外交官、国際交流基金理事長）
- 曾孫：浅尾慶一郎（参議院議員、衆議院議員、第2代みんなの党代表、第33代環境大臣）